# Station Finsbury Park
Station Finsbury Park is een openbaarvervoerknooppunt met een station van de National Rail aan de East Coast Main Line, de metro van Londen en twee busstations. De metrolijnen Piccadilly Line en Victoria Line komen hier samen. Het station is geopend in 1861.

## Naam en ligging
Het station ligt bij de zuidpunt van Finsbury Park, een van de oudste victoriaanse parken van Londen, waar het station naar genoemd is. Het station is bovengronds onderdeel van National Rail, ondergronds van Transport for London. Rond het station zijn twee busstations, een bij de hoofdingang bij Station Place aan de oostkant, de ander aan de noordwestkant bij Wells Terrace. De kaartverkoop van National Rail ligt tussen de ingang met het Underground-logo en die met het National Rail-logo en biedt directe toegang tot de perrons van de spoorlijnen. Aan de westkant van de bruggen over Seven Sisters Road ligt nog een toegang tot het station.

## Geschiedenis
Finsbury Park ligt aan de East Coast Main Line van King's Cross naar het noorden van Engeland en Schotland. Het zuidelijke deel hiervan werd in de jaren 40 en begin jaren 50 van de 19e eeuw stapsgewijs gebouwd door de Great Northern Railway (GNR). De spoorlijn langs Finsbury Park werd in 1850 geopend naar het tijdelijke eindpunt van de GNR bij Maiden Lane. In 1852 werd het permanente Londense eindpunt King's Cross geopend en op 1 juli 1861 werd station Seven Sisters Road (Holloway) geopend bij Finsbury Park. Kort na de opening van het station begon de Edgware, Highgate and London Railway (EH&LR) met de aanleg van een lijn tussen Finsbury Park en Edgware. De GNR nam de EH&LR kort voor de opening op 22 augustus 1867 over. De perrons van de EH&LR, de Edgware-tak, werden aan de buitenkant van de hoofdsporen van de GNR gelegd. Ten noorden van het station kruiste het spoor voor de zuidelijke richting het hoofdspoor ongelijkvloers met een brug. De diensten over de Edgware-tak reden ten zuiden van Finsbury Park via de Widened Lines naar Loughborough Junction op de zuidoever van de Thames. In 1869 werd Moorgate het nieuwe eindpunt en op 15 november 1869 kreeg het station de naam Finsbury Park.
Begin 20e eeuw werd de Great Northern & City Railway (GN&CR) ontworpen als ondergrondse spoorlijn tussen Finsbury Park en Moorgate in de City of London als alternatief Londens eindpunt voor GNR-treinen. De tunnels werden gebouwd met een grote diameter om deze dienst mogelijk te maken, maar een geschil tussen de twee bedrijven verhinderde de GN&CR om zijn tunnels aan te sluiten op de GNR perrons. De GN&CR-tunnels werden in plaats daarvan onder het spoorwegstation doorgetrokken zonder verbinding met de bovengrondse sporen, zodat er sprake was een pendeldienst tussen Finsbury Park en Moorgate. De lijn werd geopend op 14 februari 1904 en op 1 september 1913 overgenomen door de Metropolitan Railway. In 1906 werd het ondergrondse station tevens het noordelijke eindpunt van de Piccadilly Line.

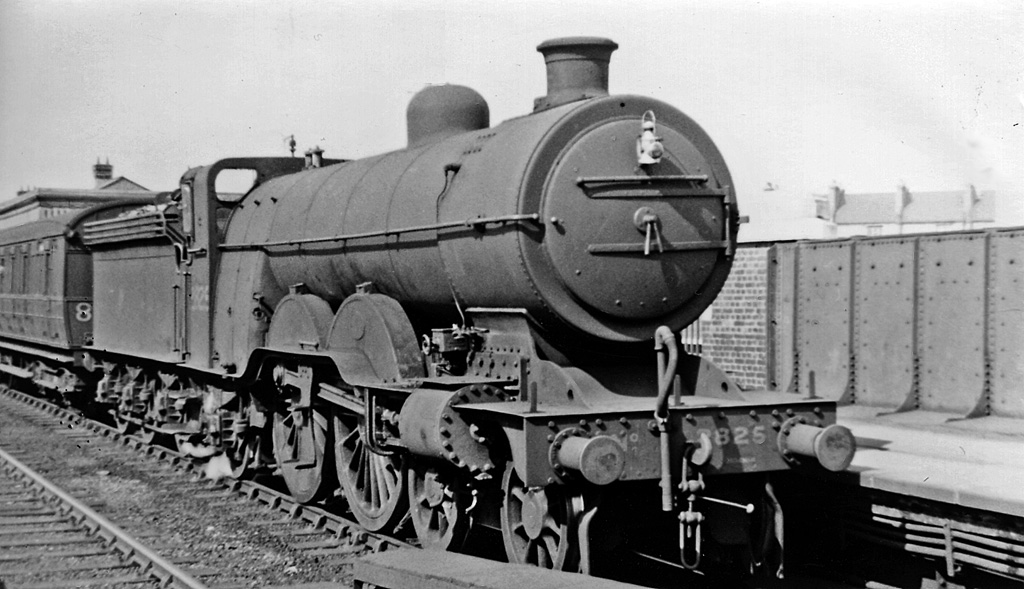
Sneltrein met een LNER Ivatt Atlantic in Finsbury Park in 1946
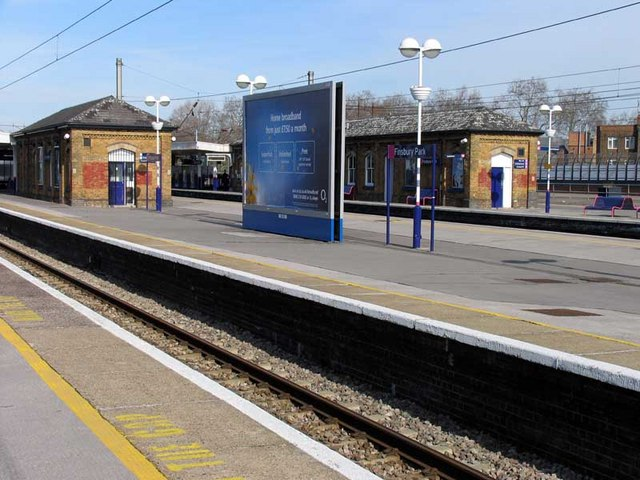
De bovengrondse perrons
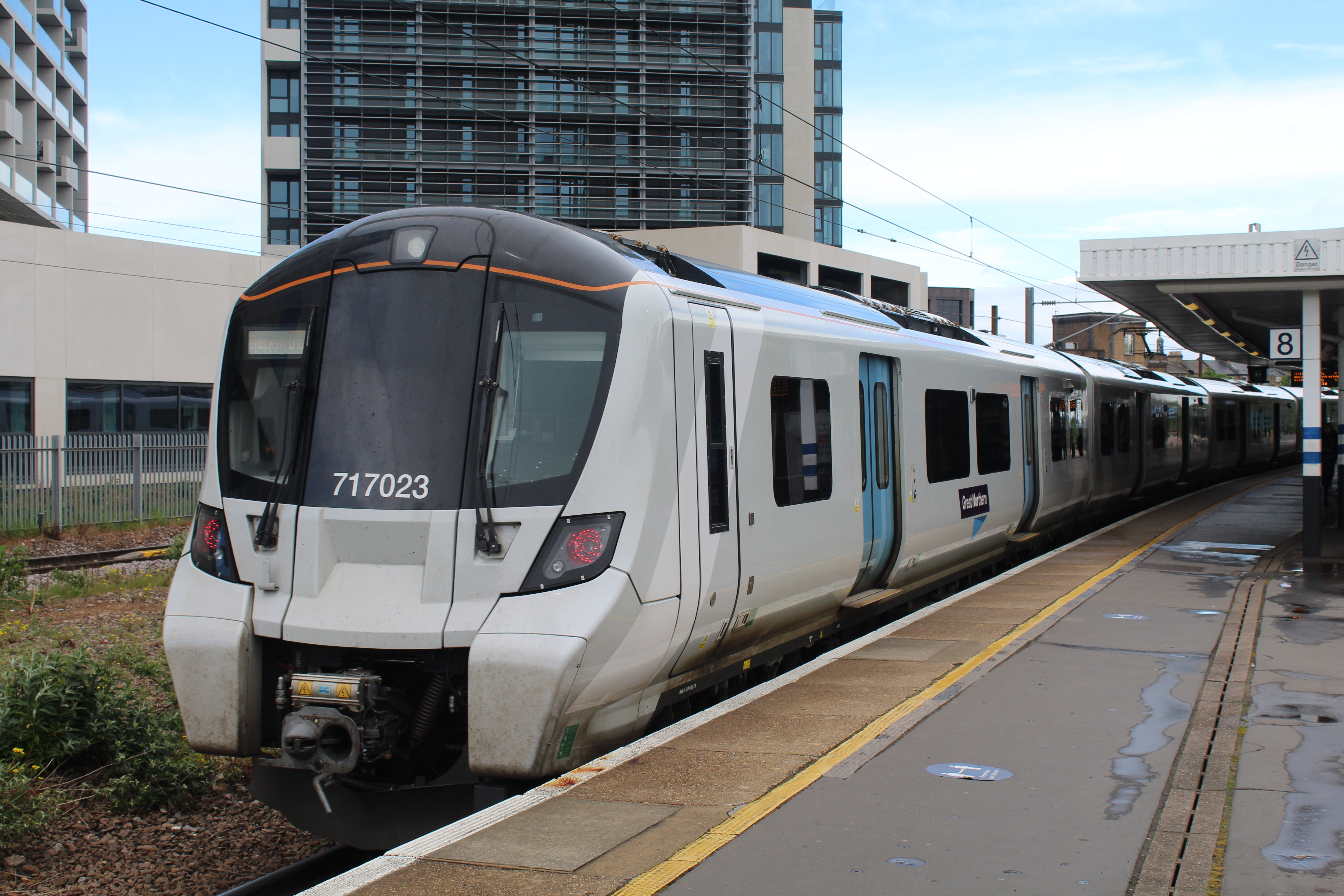
Voorstadsdienst van Great Northern op spoor 8

## Interbellum

### Elektrisch naar het noorden
Het vervoersknooppunt in Finsbury Park groeide uit tot een belangrijk overstappunt voor reizigers tussen het centrum van Londen en het noorden. Voor de reizigers naar de noordelijke buitenwijken was het een overstapknelpunt en er werden regelmatig oproepen gedaan om de situatie te verbeteren door een van de twee metrolijnen ten noorden van het station door te trekken. De GNR en vanaf 1921 haar rechtsopvolger LNER verzette zich tegen deze plannen omdat dit reizigers zou afsnoepen van hun voorstadsdiensten. De LNER werd in 1925 voor de keuze gesteld om haar eigen lijnen te elektrificeren, waar ze geen geld voor had, of de bezwaren tegen de Underground te laten varen. De verlenging van de GNP&BR zou lopen van Finsbury Park naar Enfield West, in november 1929 werd besloten om het noordelijke eindpunt bij Cockfosters te bouwen omdat daar meer ruimte was voor een depot. De bekostiging kwam rond in het kader van een investeringsplan voor openbare werken en de bouwvergunning werd op 4 juni 1930 door het parlement verleend. Het eerste deel, tot Arnos Grove, werd geopend op 19 september 1932, vanaf 31 juli 1933 reden de metro's door tot Cockfosters.

### London Transport
Op 1 juli 1933 werden het OV in Londen genationaliseerd in de London Passenger Transport Board, kortweg London Transport (LT). LT hernoemde de metrobedrijven met de eenvormige uitgang Line en zodoende werd de Metropolitan Railway, de eigenaar van de GN&CR, Metropolitan Line, de GN&CR zelf Northern City Line, de GNP&BR Piccadilly Line en de Hampstead Tube ging verder als Morden Edgware Line. De metrolijnen waren nu in een hand en LT kwam in 1935 met het New Works Programme om het metronet te verbeteren en als een geheel aan te sturen. Onderdeel hiervan was het Northern Heights Project waarin de voorstadslijnen met stoomtreinen van LNER, de vroegere EH&LR met vertakkingen, naar de woonwijken in de Northern Heights onderdeel zouden worden van de metro. Deze lijnen zouden worden samengevoegd met de Northern City Line door de aanleg van nieuwe sporen die tussen Drayton Park en Finsbury Park bovengronds komen, zoals de GN&CR oorspronkelijk voor ogen had. De tunnels tussen Drayton Park en Finsbury Park zouden buiten gebruik worden gesteld en de diensten zouden tussen de drie eindpunten in het noorden en Moorgate kunnen doorrijden zonder overstap. Hiernaast zou ook de noordoosttak van de Morden Edgware Line worden doorgetrokken van Archway (toen nog Highgate genoemd) en East Finchley met ondergrondse perrons onder het toen bestaande bovengrondse station bij Highgate. De Morden Edgware Line werd in 1937 omgedoopt in Northern Line als verwijzing naar de Northern Heigths die door de verlengingen naar het noorden op de metro zouden worden aangesloten.
Begin 1939 kondigde London Transport aan dat de route van Drayton Park naar Alexandra Palace in de herfst van 1940 in gebruik zou worden genomen en die tak werd ondergebracht bij de Northern Line. Het uitbreken van de Tweede Wereldoorlog zette hier een streep door en ook andere plannen werden uitgesteld en soms geschrapt. De metrodienst bij Finsbury Park bleef ongewijzigd en de hellingen tussen Drayton Park en Finsbury Park verdwenen uit de plannen. De Northern City Line bleef als ondergrondse pendeldienst tussen Moorgate en Finsbury Park in bedrijf. In verband met afnemende aantal reizigers op het bovengrondse traject naar Alexandra Palace via Highgate werd het reizigersverkeer daar in 1954 gestaakt. Voor goederenvervoer naar Edgware en materieel uitwisseling met het depot bij Highgate bleef de lijn tot 1971 in bedrijf, waarna het materieel via King's Cross en de Widened Lines met het depot in Neasden werd uitgewisseld.

## Rolstoeltoegankelijk
Aan het eind van de jaren 10 van de 21e eeuw werd grootonderhoud uitgevoerd dat werd aangegrepen om verbeteringen door te voeren waaronder de rolstoeltoegankelijkheid.
De metroperrons kregen liften net als de perrons tussen de voorstadssporen 1 & 2 en 5 & 6 van het bovengrondse deel, zodat deze sinds januari 2019 bereikbaar zijn voor rolstoelgebruikers. Verder werd het station voorzien van toegangspoortjes.
In samenwerking met Telford Holmes, de projectontwikkelaar van het woon-winkelgebied aan de westkant van het station, werd vanaf juli 2016 gewerkt aan een nieuwe en grotere westingang die in december 2019 werd geopend. De nieuwe hal strekt zich langs City North Place uit van het busstation aan Wells Terrace aan de noordkant tot Goodwin Street aan de zuidkant.

## Incidenten
- Op 9 november 1959 rolde een goederentrein weg en kwam in botsing met een lege personentrein. De aanrijding vond plaats op een brug over een weg, waarbij de brug zwaar beschadigd werd.
- Op 17 december 1992 werd Jonathan Zito in het station doodgestoken.

## Reizigersdiensten
Het station, dat in travelcardzone 2 ligt, is het op twee na drukste metrostation buiten Zone 1, met meer dan 33 miljoen passagiers die het station in 2019 gebruikten. De metro en het landelijke spoorwegnet hebben elk een eigen kaartverkoop in het station. De British Transport Police heeft een kantoor aan Wells Terrace.

### National Rail
Het bovengrondse station wordt beheerd door Great Northern. De voorstadsdiensten tussen Londen en Stevenage via Hertford North en Welwyn Garden City gebruiken zowel Moorgate als King's Cross. De regionale diensten naar Peterborough en Cambridge rijden alleen van en naar King's Cross.
Er zijn momenteel zes perrons, maar slechts vijf sporen, omdat de perrons 6 en 7 aan weerszijden van hetzelfde spoor liggen. Op 19 mei 2013 werden de perrons hernummerd als voorbereiding voor twee extra sporen staduitwaarts. Normaal gesproken wordt spoor 1 gebruikt door voorstedelijke diensten richting Moorgate, spoor 2 door regionale diensten richting King's Cross en treinen van Thameslink naar het zuiden. In noordelijke richting gebruiken de treinen van Thameslink en de regionale diensten uit King's Cross spoor 7 en soms ook spoor 5, spoor 8 wordt gebruikt door de voorstadsdienten vanuit Moorgate.

### Thames Link
In 2018 werd Finsbury Park, in het kader van Thameslink-programma, verbonden met het Thameslink-netwerk via een nieuwe tunnel die de East Coast Mainline verbindt met de sporen naar St Pancras. Hierdoor is het mogelijk om via Finsbury Park en London Bridge rechtstreekse diensten te onderhouden tussen Cambridge en Peterborough in het noorden en Gatwick Airport, Horsham en Brighton te onderhouden.
De treinen van Thameslink rijden niet allemaal door het centrum van London maar veelal naar King's Cross. Doordeweeks rijden er vier treinen per uur per richting wel door het centrum, twee ritten verbinden via Finsbury Park Petrborough met Horsham en twee Brighton met Cambridge. Op zaterdag rijdt sinds 15 december 2019 één trein per uur in elke richting tussen Brighton en Cambridge en twee treinen per uur in elke richting tussen Peterborough en Horsham. Op zondag rijdt er slechts één trein per uur in elke richting tussen Gatwick Airport en Cambridge.
Het Thameslink-programma en het bijbehorende 'RailPlan 2020' omvatte een voorstel om vanaf mei 2018 een spitsdienst met twee treinen per uur te starten tussen Welwyn Garden City en Blackfriars en vanaf december 2019 een dienst van twee treinen per uur tussen Cambridge en Maidstone East. Verder dan de tekentafel kwamen deze diensten niet, waarschijnlijk vanwege het feit dat de lijn dan 24 treinen per uur moet kunnen verwerken terwijl dat 20 per uur is. Automatic Train Operation (ATO) is vereist om de 24 per uur te bereiken, maar dit is nog niet volledig geïmplementeerd.

### Nieuw spoor 1
In februari 2008 publiceerde Network Rail haar East Coast Main Line Route Utilization Strategy (ECMLRUS). Hierin werd aanbevolen om de sporen die reizigerstreinen tussen Alexandra Palace Station en Finsbury Park gebruiken te verbeteren. In maart 2009 publiceerde Network Rail haar CP4 Delivery Plan 2009, dat inhield dat het ongebruikte spoor in zuidelijke richting weer in gebruik zou worden genomen, wat in juni 2010 definitief werd. In december 2013 werd spoor 1 weer in de dienstregeling opgenomen terwijl spoor 3 daaruit verdween en de voorstdsdiensten en regionalediensten voortaan gebruik maakten van spoor 1 en 2. Sinds december 2015 rijdt de Northern City Line doorlopend in plaats van in het weekend naar Kings Cross om te schakelen.